# Renaud Ier de Bar
Pour les articles homonymes, voir Renaud de Bar.
 (novembre 2008).
Renaud Ier le Borgne, né vers 1080, mort le 10 mars 1149 en mer Méditerranée, fut un comte de Bar et un seigneur de Mousson de 1105 à 1149 et un comte de Verdun de 1105 à 1134. Il était fils de Thierry, comte de Montbéliard, d’Altkirch, de Ferrette et de Bar, et d’Ermentrude de Bourgogne.

## Biographie
En 1102, il devint avoué de l’abbaye de Saint-Pierremont. À la mort de son père, il obtint le comté de Bar et Mousson en partage. L’évêque de Verdun lui confia également le comté de Verdun. Il fut très souvent en conflit avec l’évêque, étant trop puissant pour être le vassal de ce dernier, à tel point qu’il fut plusieurs fois déposé du comté de Verdun et y renonça définitivement en 1134.
Pendant la querelle des Investitures, il fut partisan du pape et combattit l’évêque de Verdun, partisan de l’empereur. En 1113, l’empereur Henri V intervient dans la lutte, prend d’assaut le château de Bar et fait prisonnier Renaud. Il ne sera libéré qu’après avoir juré fidélité et prêté hommage.
Il combattit pour agrandir son domaine meusien en cherchant à récupérer l’héritage meusien de Godefroy le Bossu. Il obtint Stenay et Mouzay de l’évêque de Verdun en 1100, puis Briey vers 1130. En 1134, en abandonnant ses droits sur le comté de Verdun, il reçoit Clermont-en-Argonne. Godefroy de Bouillon avait cédé Bouillon à l’évêque de Liège en précisant que s’il revenait de Terre sainte, il pourrait racheter la seigneurie, et autorisant cette faculté à ses héritiers. Renaud, se posant en héritier, réclama la ville et, devant le refus de l’évêque, la prit d’assaut en 1134. Il dut cependant la rendre en 1140. Il semble avoir été en bons termes avec son voisin Simon Ier.
Dès 1128, il avait émis le vœu de se croiser, mais ses différentes préoccupations l’en avait empêché. Il s’engagea dans la seconde croisade avec ses fils Renaud et Thierry, et mourut pendant le retour.

## Mariages et enfants
D’une première épouse inconnue, il eut un fils né en 1113 et mort avant 1120.
Il se remaria en 1120 avec Gisèle de Vaudémont (° 1090 † 1141), veuve de Renard III de Dampierre, comte de Toul, fille de Gérard Ier, comte de Vaudémont, et d’Hedwige de Dagsbourg, et eut :
- Hugues (° v. 1120 † 1141) ;
- Agnès, mariée vers 1140 à Albert Ier († 1163), comte de Chiny ;
- Clémence mariée 1o très jeune au fils héritier — peut-être nommé Hugues (II) — de Pierre, comte de Dammartin ; puis 2o à Renaud II (° 1075 † 1152), comte de Clermont ; enfin 3o à Thibaut III, sire de Crépy ;
- Renaud II (° 1115 † 1170), comte de Bar ;
- Thierry († 1171), 54e évêque de Metz ;
- Mathilde, mariée à Conrad Ier, comte de Kyrbourg ;
- Stéphanie, dame de Commercy, mariée à Hugues III, sire de Broyes.

### Sources
- Georges Poull, La Maison souveraine et ducale de Bar, 1994 [détail de l’édition].